# Ратленд-Вотер
Ратленд-Вотер (англ. Rutland Water) — водосховище в Англії, в графстві Ратленд. Лежить на схід від міста Окем. Наповнюється з річок Нін та Велланд і забезпечує водою Східний Мідленд. За площею це найбільше водосховище в Англії, але за об'ємом воно поступається водосховищу Кілдер-Вотер в Нортумберленді.

## Будівництво
Будівництво водосховища шляхом перегородження долини річки Гвош поблизу Емпінгема було завершено в 1975 році. Під час будівництва воно було відоме як Емпінгемське водосховище.
Було затоплено шість або сім квадратних кілометрів долини Гвош, а також бічну долину, біля якої розташований Окем.

## Географія

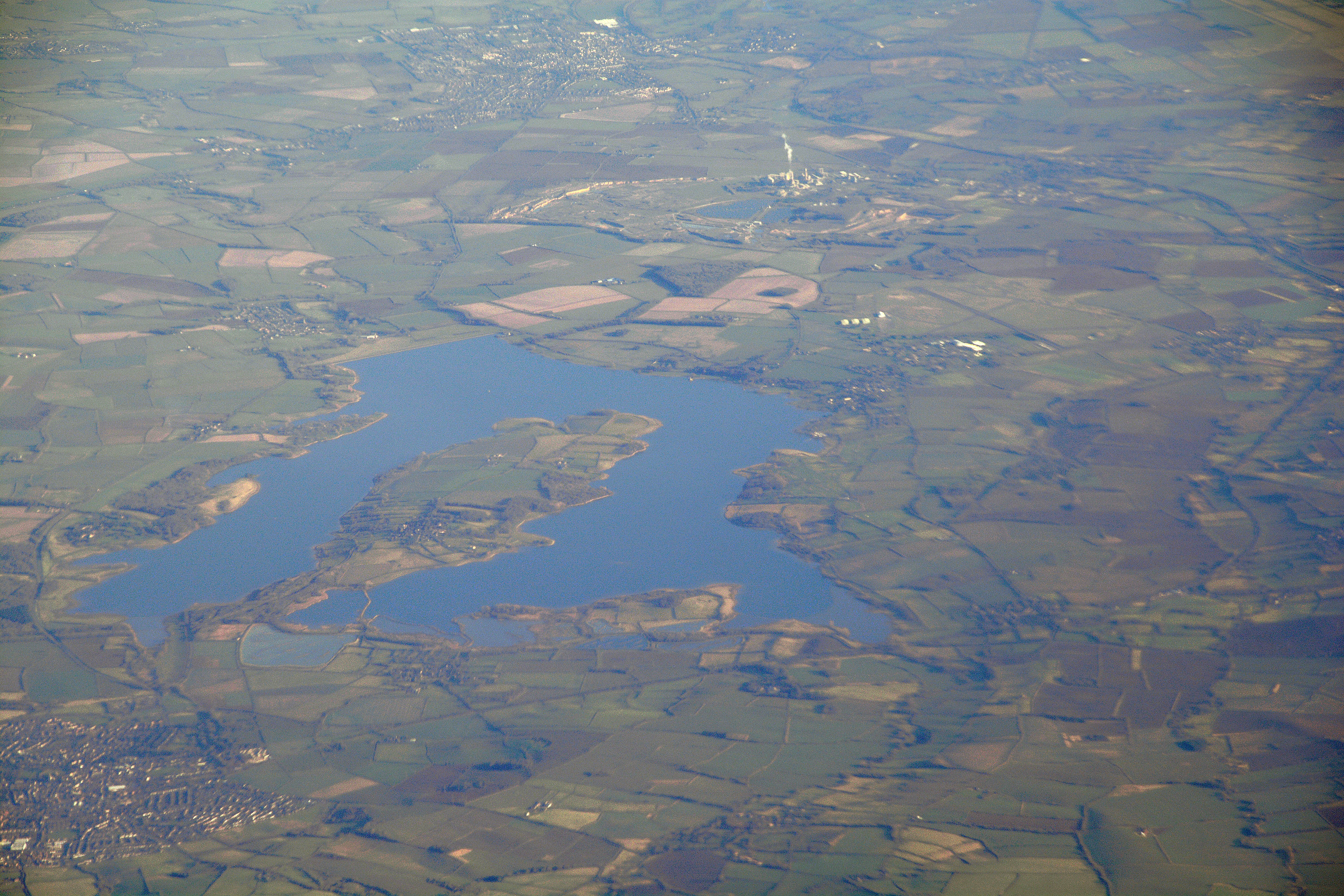
Ратленд-Вотер із висоти пташиного польоту (січень 2017)

Водосховище Ратленд-Вотер лежить у сільській місцевості. Його площа — 10,86 км², ємкість — 124 млн м3. По периметру водойми прокладена велосипедна та пішохідна доріжка для прогулянок.
На півострові, що утворюється вигином водосховища, лежить село Гамблтон. Поблизу дамби — село Емпінгем.

## Природоохоронне та наукове значення
Водойма та її береги є біологічним об'єктом особливого наукового інтересу та природоохоронною територією згідно з Директивою Європейського Союзу про збереження диких птахів.
Площа в 1333 га є водно-болотним угіддям міжнародного значення згідно з Рамсарською конвенцією, а 393 га в західній частині знаходиться під управлінням Фонду дикої природи Лестершира та Ратленда.
На Ратланд-Вотер є лімнологічна вежа для вивчення екологічних умов водойми.

## Фауна
В озері водиться струмкова й райдужна форель. Також поширені популяції з річок Велланд і Нін: плотва, лящ, щука, судак, окунь, вугор, сом і короп.
На початку 2021 року під час звичайного осушення лагуни у водоймі була виявлена скам'янілість іхтіозавра. Темнодонтозавр зі скелетом довжиною близько 10 метрів і черепом вагою близько тонни є найбільшою і найповнішою скам'янілістю такого роду, знайденою у Великій Британії.

## Галерея

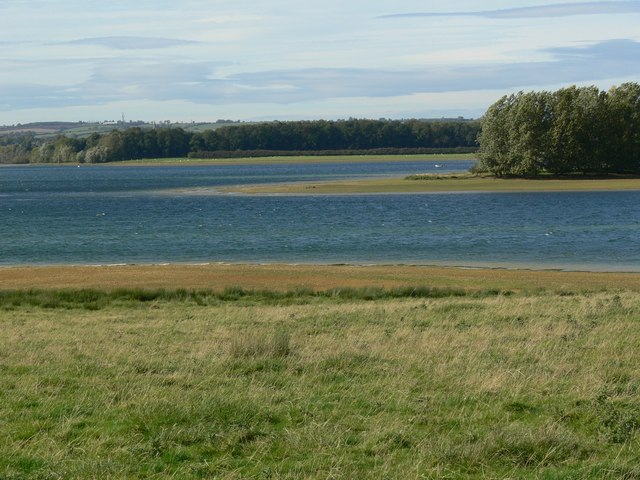
Затока Барнсдейл (жовтень 2008)
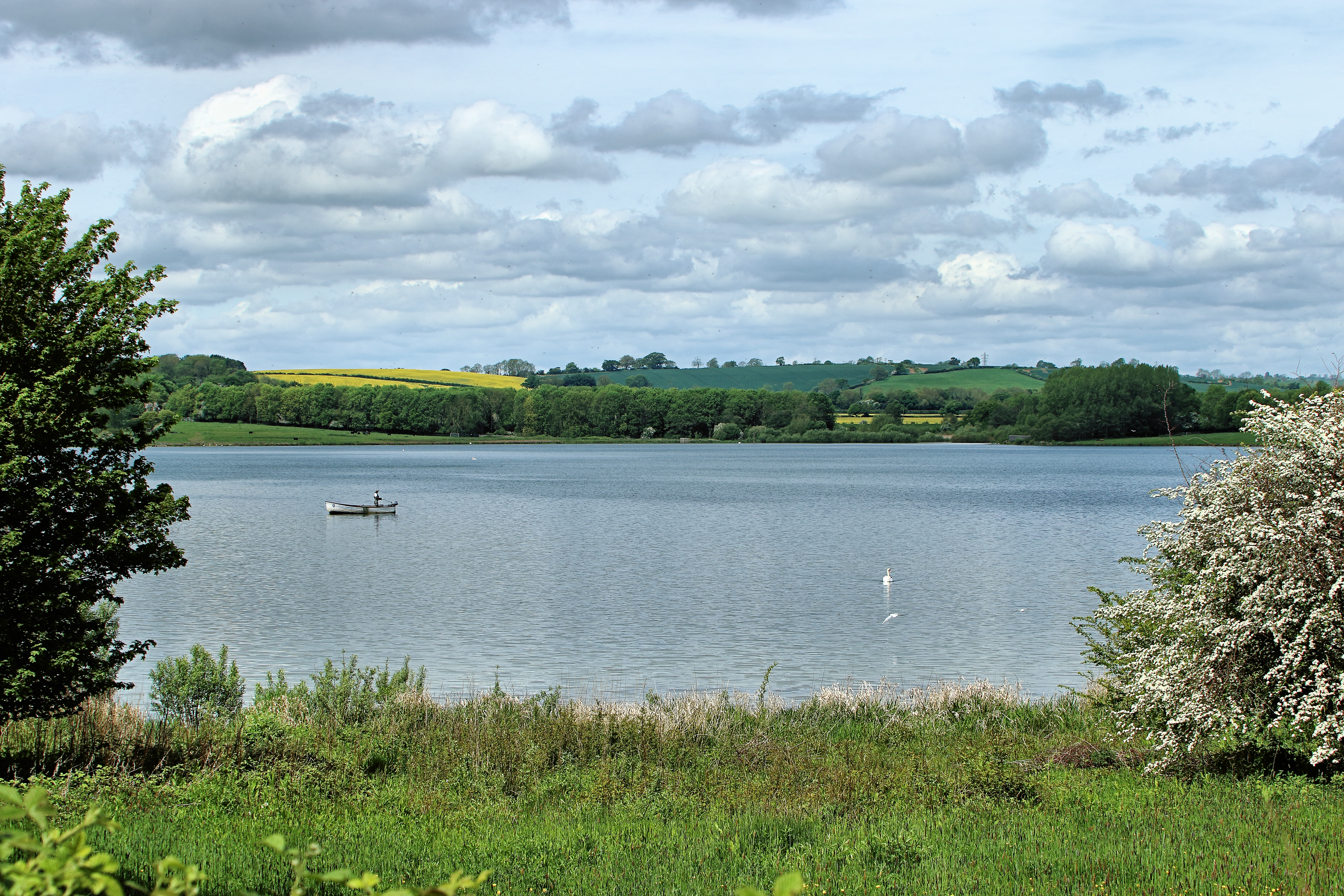
Вид на Ратленд-Вотер (травень 2016)
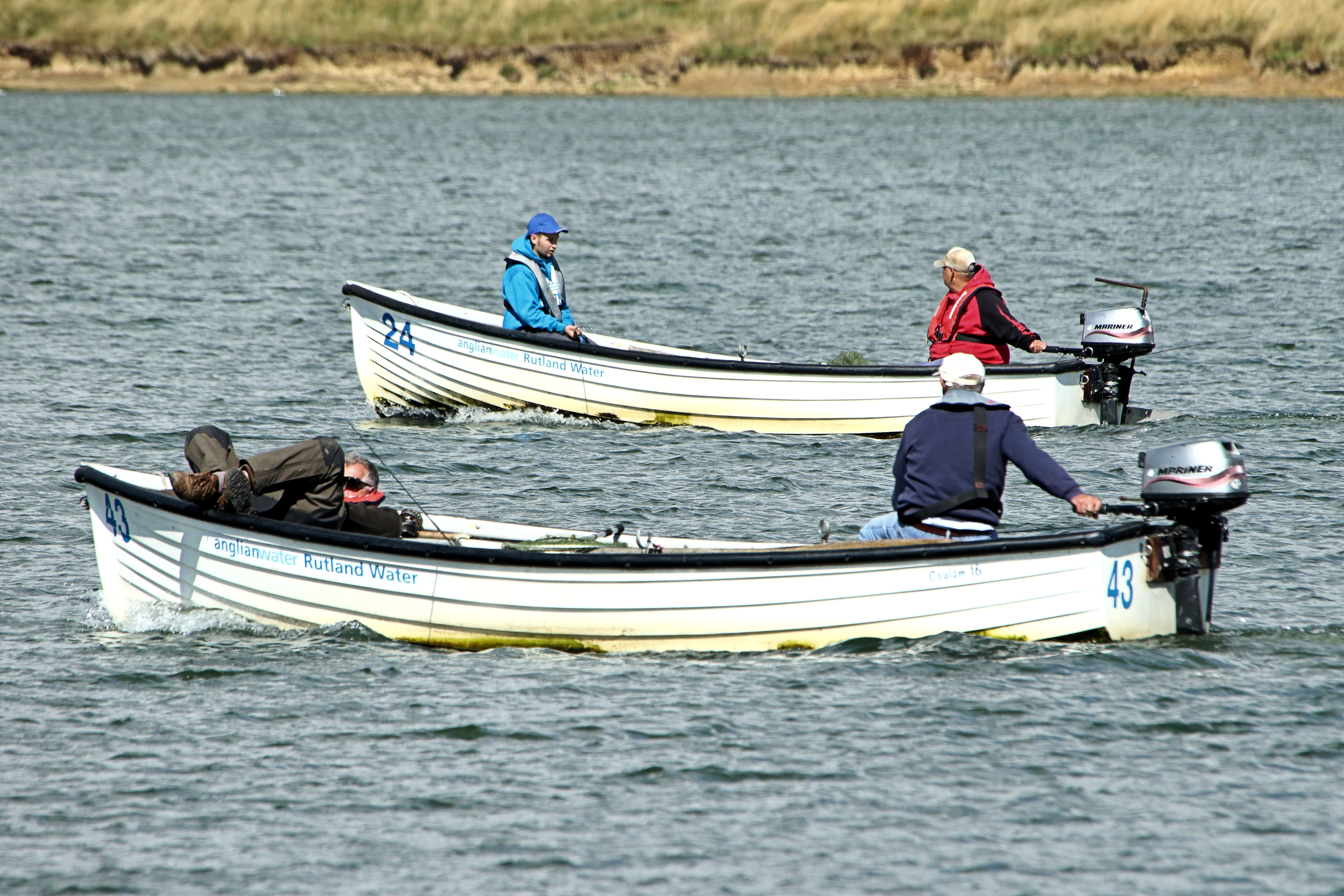
Рибалки на човнах (серпень 2016)